# الترجمة الذاتية

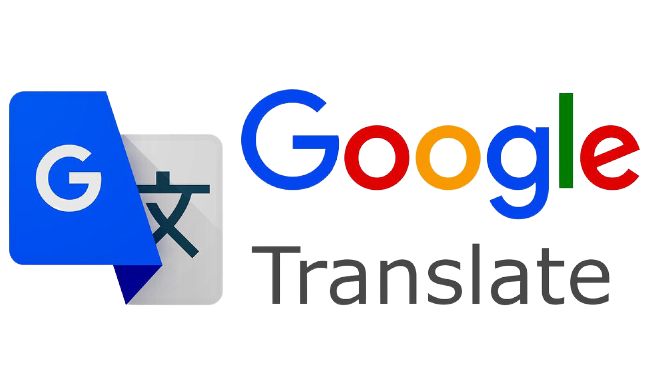
غوغل للترجمة

الترجمة الذاتية هي ترجمة نص المصدر إلى نص هدف من قبل كاتب نص المصدر ذاته.
تحدث الترجمة الذاتية في مختلف مواضع الكتابة ونظرًا للتركيز الواسع للبحث في الترجمة الأدبية الذاتية على وجه الخصوص، فإن هذه المقالة سوف تركز على هذا الجانب بالتحديد.
لقد حظيت ممارسة الترجمة الذاتية باهتمام نقدي خاصة منذ بداية هذا القرن في أعقاب التحقيق المكثف في مجال الترجمة غير الذاتية في القرن العشرين. وقد تم الاعتراف بالترجمة الذاتية الأدبية كفرع خاص لدراسات الترجمة منذ نشر الطبعة الأولى من موسوعة روتليدج لدراسات الترجمة في عام 1998.

## في مجالات البحث
في سياق دراسة الترجمة ، كانت الترجمة الأدبية الذاتية واحدة من أكثر الممارسات إهمالًا. ومنذ وقت ليس ببعيد تم إجراء أبحاث في هذا المجال لكنها كانت قليلة جدا حيث تركز العديد من الدراسات على المؤلفين الفرديين ، ومعظمها على صموئيل بيكيت . وتتضمن موضوعات البحث أسباب الترجمة الذاتية وطرقها والعلاقة النصية بين كلا النصين.

## أنواع الترجمة الذاتية
- قد تنتج الترجمة الذاتية إما من نشاط منتظم للمؤلف أو من تجربة متفرقة بحتة، والتي تعزى لمجموعة متنوعة من الأسباب. تتمثل الحالة الثانية على سبيل المثال في الترجمة الذاتية لجيمس جويس إ لمقطعين من كتابه "العمل قيد التقدم" (لاحقًا بعنوان "Finnegans Wake") إلى الإيطالية . و حالات أخرى ذات صلة مثل الترجمة الذاتية لستيفان جورج وراينر ماريا ريلكه . - قد تنتج الترجمة الذاتية من عملية تكون فيها إما اللغة الأم أو اللغة المكتسبة هي اللغة المصدر ، بحيث تختلف اللغة الهدف وفقًا لذلك. ويمثل الحالة الأخيرة عدد قليل من الشعراء البلجيكيين في الفترة ما بين الحربين العالميتين (من بينهم روجر أفيرمايت وكاميل ميلوي ) ، الذين ترجموا نصوصهم إلى الفلمنكية ذاتيًا بعد وقت قصير من إكمال النسخ الأصلية في اللغة الفرنسية المكتسبة والمتقنة بالكامل. - قد تحدث الترجمة الذاتية إما بعد مرور بعض الوقت على اكتمال النص الأصلي أو أثناء عملية كتابته ، بحيث تتطور النسختان في وقت واحد تقريبًا وتؤثران حتما على بعضهما البعض ويشار إلى هذين النوعين أحيانًا بالترجمة الذاتية المتتالية والترجمة الذاتية المتزامنة . - قد تتضمن الترجمة الذاتية أكثر من لغة هدف واحدة ، سواء أكانت أصلية أم مكتسبة. هذا هو الحال مع مؤلفين مثل فاوستو سيرسيناني ،  أليخاندرو سارافيا ،  ولويجي دوناتو فينتورا.

## العوامل التي تشجع على الترجمة الذاتية
- قد يشجع الطابع الاستبدادي للغة معينة على الترجمة الذاتية منها إلى لغة أخرى محلية ، على سبيل المثال من اللاتينية إلى العامية في العصور الوسطى وأوائل العصور الحديثة. - قد تشجع الهيمنة الثقافية للغة معينة في مجتمع متعدد اللغات الترجمة الذاتية من لغة الأقلية إلى اللغة السائدة. -كما تشجع الهيمنة الثقافية للغة الوطنية على الترجمة الذاتية من لهجة محلية. -كذلك تشجع الهيمنة الثقافية للغة معينة في السياق الدولي على الترجمة الذاتية من لغة وطنية إلى لغة معترف بها دوليًا مثل اللغة الإنجليزية. لكن اللغة الإنجليزية كلغة هدف أكثر شيوعًا في الحالات التي يهاجر فيها المؤلف إلى بلد ناطق بالإنجليزية. - قد تشجع ثنائية اللغة الكاملة أو شبه الكاملة الترجمة الذاتية في أي من الاتجاهين ، بغض النظر عن الاعتبارات المتعلقة بالسوق.
- قد يؤدي عدم الرضا عن الترجمات الحالية أو عدم الثقة في المترجمين إلى تشجيع الترجمة الذاتية ، بغض النظر عن الاعتبارات المتعلقة بالسوق.

## الترجمة الذاتية مقابل الترجمة غير الذاتية
بغض النظر عن الصفات الجوهرية للنص الثانوي ، غالبًا ما تُعتبر الترجمات الذاتية أفضل من نقيضها. ذلك لأن "الكاتب - المترجم" يشعر بلا شك أنه مهيأ بشكل أفضل لاستعادة مقاصده في النص الأصلي أكثر من أي مترجم عادي". عندما لا تكون الترجمة مبنية على الصفات الجوهرية للنص الثانوي ، فقد تعكس الحجج ضد الترجمة الذاتية اعتبارات اجتماعية وثقافية محددة أو رغبة في انتقاد الممارسات التحريرية المشكوك فيها.

## تاريخ
حتى الآن ، قدم جان هوكنسون ومارسيلا مونسون نظرة عامة شاملة حول تاريخ الترجمة الذاتية في دراستهما النص ثنائي اللغة: تاريخ ونظرية الترجمة الذاتية الأدبية . بعض المترجمين الذاتيين البارزين هم تشوسر ،  توماس مور ، فلاديمير نابوكوف ،  صموئيل بيكيت ،  كارين بليكسن ،  تشينغيز أيتماتوف وجوليان جرين . وفقًا لـ Julio-César Santoyo ، يمكن إرجاع تاريخ الترجمة الذاتية إلى العصور الوسطى.

## المترجمون الذاتيون
إن البلدان التي تسود فيها الترجمة الذاتية الأدبية هي إفريقيا والصين وفرنسا  والهند  وإسبانيا  والولايات المتحدة.

### أفريقيا
بعض المترجمين الذاتيين البارزين في إفريقيا هم Ngũgĩ wa Thiong'o  في كينيا و André Brink  و Antjie Krog  في جنوب إفريقيا. بينما يكتب Ngũgĩ wa Thiong'o باللغتين (غيكويو)Gĩkũyũ والإنجليزية. أندريه برينك وأنتجي كروغ باللغتين الأفريكانية والإنجليزية. ومن بين المترجمين الجزائريين أنفسهم رشيد بوجدرة وآسيا جبار ومحمد ساري الذين ترجموا أعمالهم من الفرنسية إلى العربية أو العكس.

### كندا
يوجد في كندا لغتان رسميتان وهما الإنجليزية والفرنسية ، ويشمل الأدب الوطني العمل بكلتا اللغتين.كما يترجم نانسي هيوستن وأنطونيو دالفونسو ومؤلفون آخرون أنفسهم باللغتين.

### الصين
يُعد لين يوتانغ (1895–1976) أحد أقدم المترجمين الذاتيين من الصين.المترجمة الذاتية البارزة الأخرى هي إيلين تشانغ ، التي ترجمت بعض كتبها إلى الإنجليزية.

### فرنسا
المترجمون الذاتيون في فرنسا هم في الأساس كتاب مهاجرون مثل نانسي هيوستن (فرنسي-إنجليزي) ،  فاسيليس أليكساكيس (فرنسي-يوناني)  وآن ويبر (فرنسي-ألماني) 

### الهند
بعض المترجمين الذاتيين البارزين من الهند هم رابيندراناث طاغور ،  جيريش كارناد ،  كامالا داس ،  قرة العين حيدر .

### إيطاليا
تم تقديم الترجمات الذاتية من قبل الكتاب الإيطاليين ، في أوقات مختلفة ، من قبل فاوستو سيرسيناني ،  إيتالو كالفينو ،  بيبي فينوجليو ،  كارلو جولدوني ،  لويجي بيرانديللو ،  جوزيبي أنغاريتي ،  وغيرهم.

### إسبانيا
تعتبر الترجمة الذاتية بارزة بين الكتّاب الكاتالونيين والجاليزيين  والباسك. وأشهر المترجمين الذاتيين هم كارمي رييرا (كاتالوني-إسباني) ،  مانويل ريفاس (غاليسيا-إسباني)  وبرناردو أتكساغا (باسكي-إسباني).

### المملكة المتحدة
يُعرف الشاعر الغالي الاسكتلندي سورلي ماكلين بترجماته الذاتية إلى اللغة الإنجليزية.

### الولايات المتحدة
بعض المترجمين الذاتيين البارزين في الولايات المتحدة هم ريموند فيدرمان (إنجليزي-فرنسي) ،  روزاريو فيريه (إسباني-إنجليزي) ،  رولاندو هينوخوسا سميث (إسباني-إنجليزي)  وأرييل دورفمان (إسباني) -إنجليزي).

## في الموسيقى
تتكون مجموعات الأغاني "هناك ..." و "غن ، شعر" في ألبوم Troika الكلاسيكي المعاصر لعام 2011 من إعدادات موسيقية للقصائد الروسية مع ترجماتها الذاتية الإنجليزية لجوزيف برودسكي وفلاديمير نابوكوف ، على التوالي.

### الترجمة الذاتية غير الأدبية
يونغ ، فيرينا (2002): الترجمة الذاتية للنصوص الأكاديمية من الإنجليزية الألمانية ومدى ملاءمتها لنظرية وممارسة الترجمة ، فرانكفورت: بيتر لانج.

### الترجمة الأدبية الذاتية
- أنسيلمي ، سيمونا (2012): حول الترجمة الذاتية. استكشاف في teloi واستراتيجيات المترجمين الذاتيين . ميلانو ، ليد.
- بيرلينا ، الكسندرا (2014): برودسكي ترجمة برودسكي: الشعر في الترجمة الذاتية . نيويورك: بلومزبري.
- بوجور ، إليزابيث كلوستي (1989): الألسنة الغريبة: الكتاب الروس ثنائيو اللغة للهجرة "الأولى" . إيثاكا: كورنيل أب.
- بيسي ، ماريان (2011): فاسيليس أليكساكيس: Exorciser L'exil . رودوبي.
- فيتش ، بريان ت. (1988): بيكيت وبابل: تحقيق في حالة العمل ثنائي اللغة . تورنتو: U of Toronto P.
- فريدمان وآلان وارن وتشارلز روسمان ودينا شيرزر (محرران) (1987): بيكيت يترجم / يترجم بيكيت . ولاية بنسلفانيا UP.
- غرايسون ، جين (1977): ترجمة نابوكوف: مقارنة بين نثر نابوكوف الروسي والإنجليزي . أكسفورد: جامعة أكسفورد. يضعط.
- هوكنسون وجان والش ومارسيلا مونسون (2007): النص ثنائي اللغة: تاريخ ونظرية الترجمة الذاتية الأدبية. مانشستر: سانت جيروم.
- كلوندر ، أوتي (2000): "Ich werde ein Grosses Kunstwerk schaffen. . . " : Eine Untersuchung zum Literarischen Grenzgängertum der zweisprachigen Dichterin Isak Dinesen / Karen Blixen . جوتنجن: فاندنهويك وروبريخت.
- أوستينوف ، ميشيل (2001): ثنائية اللغة في التصميم والتجارة الآلية: جوليان جرين ، صموئيل بيكيت ، فلاديمير نابوكوف . باريس: L'Harmattan.
- سانتويو ، خوليو سيزار (2006): "Traducciones de author. المواد المتاحة في المكتبة bibliografía básica. في: Interculturalidad y Traducción 2، pp. 201–236.
- ساردين دامستوي ، باسكال (2002): صموئيل بيكيت autotraducteur ou l'art de 'l'empêchement' ، Arras: Artois Presses Université.

## أنظر أيضا
- دراسات الترجمة

## روابط خارجية
- ببليوغرافيا عن الترجمة الذاتية على أساس الببليوغرافيا التي نشرها Julio-César Santoyo في عام 2006. مؤرشفة جزئيا.